# Sony Xperia E5
Sony Xperia E5 — це смартфон на базі Android, розроблений і виготовлений компанією Sony Mobile Communications. Він був анонсований 31 травня 2016 року, невдовзі після витоку інформації про смартфон та випущений у червні 2016 року. Смартфон є останнім в лінійці бюджетних смартфонів серії E, наступником E5 став Xperia L1 і вся лінійка L.

## Характеристики смартфону

### Апаратне забезпечення
Смартфон працює на базі чотириядерного процесора MediaTek MT6735, що працює із тактовою частотою 1,3 ГГц, 1,5 ГБ оперативної пам’яті й використовує графічний процесор Mali T720MP2 для обробки графіки. Пристрій також має внутрішню пам’ять об’ємом 16 ГБ, із можливістю розширення карткою microSDXC до 200 ГБ. Апарат оснащений 5 дюймовим (130 мм відповідно) екраном із розширенням 1280 x 720 пікселів, із щільністю пікселів на дюйм — 294 ppi, що виконаний за технологією IPS LCD. Камера в пристрої, зазнала покращень, задня камера обладнана сенсором OmniVision OV13850 на 13 Мп, яка підтримує HDR-зображення, знімає 1080p-відео із частотою 30 кадрів на секунду, фронтальна камера на 5 Мп, знімає з ідентичною якістю. Дані передаються через роз'єм microUSB 2.0 а через бездротові модулів, то Wi-Fi (802.11 a/b/g/n), Bluetooth 4.1, вбудована антена стандарту GPS з A-GPS і NFC. Весь апарат працює від Li-Po акумулятора ємністю 2300 мА·год, що може пропрацювати у режимі очікування 518 годин, у режимі розмови — 9 годин 30 хвилин, і важить 147 грами.

### Програмне забезпечення
Смартфон Sony Xperia E5 постачався із встановленою Android 6.0.1 «Marshmallow» із користувацьким інтерфейсом та програмним забезпеченням Sony. Оновлення для смартфона, які виходили були незначними оновленнями безпеки, офіційно Android 7.0 «Nougat» так і не вийшов.

## Варіанти
У цій таблиці повний опис варіантів Xperia E5 у світі:
| Модель | Діапазони | Примітки |
| ------ | --- | -------- |
| F3311  | GSM GPRS/EDGE 850, 900, 1800, 1900 МГц UMTS HSPA+ 850 (V діапазон), 900 (VIII діапазон), 1900 (II діапазон), 2100 (I діапазон) МГц Діапазони LTE 1, 2, 3, 5, 7, 8, 20                          | [ 11 ]   |
| F3313  | GSM GPRS/EDGE: 850, 900, 1800, 1900 МГц UMTS HSPA+: 850 (V діапазон), 900 (VIII діапазон), 1700 (IV діапазон), 1900 (II діапазон), 2100 (I діапазон) МГц Діапазони LTE: 2, 4, 5, 7, 12, 17, 28 | [ 11 ]   |